# Spectroscopie moléculaire
La spectroscopie moléculaire est une méthode de spectroscopie dont le but est d'analyser quantitativement ou qualitativement des molécules organiques et d'identifier leurs groupes fonctionnels. Il existe trois grandes familles de spectroscopie moléculaire : la spectroscopie électromagnétique moléculaire, la spectroscopie de résonance magnétique et la spectroscopie de masse moléculaire.

## Spectroscopie de masse moléculaire
La spectroscopie de masse moléculaire est un type de spectroscopie de masse. Les principales spectroscopies de masse moléculaires sont présentées dans le tableau suivant selon leur méthode d'ionisation.
| Type d'ionisation | Sigle    | Nom en français                                                          | Nom en anglais                                                | Méthode d'ionisation                                     | Agent ionisant                 |
| ----------------- | -------- | ------------------------------------------------------------------------ | ------------------------------------------------------------- | -------------------------------------------------------- | ------------------------------ |
| En phase gazeuse  | EI-MS    | Spectroscopie de masse par ionisation électronique                       | Electron ionization mass spectrometry                         | Ionisation électronique (en) - EI                        | Électrons énergétiques         |
| En phase gazeuse  | CI-MS    | Spectroscopie de masse par ionisation chimique                           | Chemical ionization mass spectrometry                         | Ionisation chimique (en) - CI                            | Ions réactifs                  |
| En phase gazeuse  | FI-MS    | Spectroscopie de masse par ionisation de champ                           | Field ionization mass spectrometry                            | Ionisation de champ (en) - FI                            | Électrodes à haut potentiel    |
| Par désorption    | FD-MS    | Spectroscopie de masse par désorption de champ                           | Field desorption mass spectrometry                            | Désorption de champ (en) - FD                            | Électrodes à haut potentiel    |
| Par désorption    | FAB-MS   | Spectroscopie de masse par bombardement par atomes rapides               | Fast atom bombardment mass spectrometry                       | Bombardement par atomes rapides (en) - FAB               | Faisceau d'atomes énergétiques |
| Par désorption    | FIB-MS   | Spectroscopie de masse par bombardement par ions rapides                 | Fast ion bombardment mass spectrometry                        | Bombardement par ions rapides (en) - SI                  | Faisceau d'ions énergétiques   |
| Par désorption    | PD-MS    | Spectroscopie de masse par désorption-ionisation par plasma              | Plasma desorption mass spectrometry                           | Désorption-ionisation par plasma (en) - PD               | Fragments de fission du 252Cf  |
| Par désorption    | MALDI-MS | Spectroscopie de masse par ionisation laser par désorption d'une matrice | Matrix-assisted laser desorption/ionization mass spectrometry | Désorption-ionisation laser assistée par matrice - MALDI | Faisceau laser                 |
| Par évaporation   | ESI-MS   | Spectroscopie de masse par ionisation par nébulisation électrostatique   | Electrospray ionization mass spectrometry                     | Ionisation par électronébuliseur - ESI                   | Champ électrique élevé         |
| Par évaporation   | TSI-MS   | Spectroscopie de masse par ionisation par nébulisation thermique         | Thermospray ionization mass spectrometry                      | Nébulisation thermique (en)                              | Haute température              |

## Spectroscopie électromagnétique moléculaire
Trois sous-familles existent :
| Spectroscopie | Phénomène                                                               | Excitation                                                                                             | Rayonnements électromagnétiques        | Détection                                           | Fréquence d'utilisation                                           |
| --- | ----------------------------------------------------------------------- | --- | -------------------------------------- | --------------------------------------------------- | ----------------------------------------------------------------- |
| Spectroscopie d'émission moléculaire | Emission de radiations par un échantillon                               | Excitation de l'échantillon thermiquement, électriquement ou par une source d'ondes électromagnétiques | Surtout infrarouge                     | Rayonnement émis                                    | Rarement utilisée pour caractériser les molécules                 |
| Spectroscopie d'absorption moléculaire | Absorption de radiations par un échantillon                             | Illumination de l'échantillon par une source d'ondes électromagnétiques                                | De l'ultraviolet jusqu'aux ondes radio | Rayonnement non absorbé                             | La plus utilisée                                                  |
| Spectroscopie de photoluminescence moléculaire : spectroscopie de fluorescence moléculaire et spectroscopie de phosphorescence moléculaire | Absorption de radiations par un échantillon puis émission de radiations | Illumination de l'échantillon par une source d'ondes électromagnétiques                                | Surtout ultraviolet et visible         | Photoluminescence : fluorescence ou phosphorescence | Fluorescence fréquemment utilisée et phosphorescence peu utilisée |

### Spectroscopie d'absorption moléculaire
Les rayonnements électromagnétiques exploités vont de l'ultraviolet jusqu'aux ondes radio :
| Onde électromagnétique | Transition électronique, vibration ou rotation moléculaires | Nom en français                   | Nom en anglais                   |
| ---------------------- | ----------------------------------------------------------- | --------------------------------- | -------------------------------- |
| Ultraviolet et Visible | Transitions électroniques                                   | Spectroscopie ultraviolet-visible | Ultraviolet–visible spectroscopy |
| Infrarouge             | Vibrations de molécules                                     | Spectroscopie infrarouge          | Infrared spectroscopy            |
| Infrarouge             | Combinaison vibration-rotation de molécules                 | Spectroscopie Raman               | Raman spectroscopy               |
| Micro-ondes            | Rotations de molécules                                      | Spectroscopie rotationnelle       | Rotational spectroscopy          |
| Ondes radio            | Rotations de molécules                                      |                                   |                                  |

## Spectroscopie de résonance magnétique
Selon le type de spin entrant en résonance dans un champ magnétique, deux types de spectroscopie sont possibles :
| Onde électromagnétique | Type de spin entrant en résonance | Nom en français                                                                          | Sigle en français                      | Nom en anglais                                                                       | Sigle en anglais                     | Utilisation                         |
| ---------------------- | --------------------------------- | ---------------------------------------------------------------------------------------- | -------------------------------------- | ------------------------------------------------------------------------------------ | ------------------------------------ | ----------------------------------- |
| Micro-ondes            | Spin électronique                 | Spectroscopie de résonance paramagnétique électronique ou résonance de spin électronique | Spectroscopie RPE ou spectroscopie RSE | Electron paramagnetic resonance spectroscopy ou electron spin resonance spectroscopy | EPR sepctroscopy ou ESR spectroscopy | Caractérisation des radicaux libres |
| Ondes radio            | Spin nucléaire                    | Spectroscopie de résonance magnétique nucléaire                                          | Spectroscopie RMN                      | Nuclear magnetic resonance spectroscopy                                              | NMR spectroscopy                     | Caractérisation des molécules       |

## Revues scientifiques
- Spectrochimica Acta Part A: Molecular and Biomolecular Spectroscopy